# Robb Banks
Pour les articles homonymes, voir Banks.
Richard O'Neil Burrell Jr. mieux connu sous son nom de scène Robb Banks (souvent stylisé en Robb Bank$), est un rappeur, chanteur et auteur-compositeur américain né le 24 septembre 1994 à New York. 
Il a gagné la reconnaissance avec le mouvement Raider Klan en 2012 où il fait sa première mixtape Calendars, suivi de sa mixtape Tha City en 2013. Son premier album studio, Year of the Savage, est sorti le 2 octobre 2015.

## Biographie

### Jeunesse
Robb Banks est né Richard Burrell le 24 septembre 1994 à New York. Il est le fils aîné de Carol Johnson et de l'artiste jamaïcain Shaggy. Richard Burrell passe les six premières années de sa vie à New York avant que sa mère et lui ne déménagent dans le comté de Broward, en Floride. Il abandonne l'école secondaire durant sa dernière année et commence à travailler sur la musique,.

## Carrière

### 2011–12:Calendarset ascension
En 2012, après avoir sorti son projet Everyday except Monday avec Lansky et plusieurs autres chansons, Robb Banks sort sa première mixtape Calendars,. Son projet solo consiste principalement en des paroles de Robb sur des rythmes d'artistes comme Clams Casino et SBTRKT, et des samples d'Aaliyah et d'OutKast. Le projet devient un succès sur la plateforme de micro-blogging Tumblr. Il collabore avec des producteurs comme Nuri et SpaceGhostPurrp et commence à tourner dans le pays, développant une scène underground.

### 2013:Tha City
Après une brève interruption, Robb commence à travailler sur un autre projet intitulé Tha City. Il fait la promotion de la mixtape en sortant des singles du projet, dont Practice, All the Way Live et On Me. Tha City sort le 1er octobre 2013. Avant la publication de cet album, des rumeurs font surface sur la paternité probable de Shaggy, un fait nié auparavant, mais qui est confirmé par Robb en faisant de la couverture de Tha City une vieille photo de famille de Banks et Shaggy. Après lsorte de cette mixtape, Robb fait une pause d'un an alors qu'il continue à tourner et à diffuser sa musique à travers le monde.

### 2014-2015:2PhoneShawty,No TrespassingetYear of the Savage
Tout au long de 2014, Robb commence à faire des tournées à travers le monde et sort parfois de nouvelles musiques, pour montrer qu'il travaille toujours sur Year of the Savage. Jusqu'à ce qu'il commence à faire allusion à de nouveaux projets en cours, en fin d'année. En décembre, Banks sort le premier single (promotionnel) pour sa première sortie commerciale, appelé 2PhoneShawty. C'est finalement la seule chanson enregistrée en 2014 sur tout l'album.
En 2015, il commence à travailler sur un nouveau lot de musique pour Year of the Savage, qui comprend principalement la production de sa nouvelle filiale Nuez. En avril, Robb sort deux EP : 2PhoneShawty et No Trespassing. L'EP 2PhoneShawty est composé de sorties de Year of the Savage, et No Trespassing est une collaboration avec le rappeur Chris Travis (en), tous enregistrés en 2014.
Le 13 août 2015, Banks sort le single principal de son album, intitulé Pressure. Après cela, il continue à promouvoir Year of the Savage en lançant un tas de morceaux freestylés. C'est lors d'un de ces freestyles (Throw It Up) qu'il confirme la date de sortie de son album tant attendu.
Le 2 octobre 2015, Robb Banks publie Year of the Savage via 300 Entertainment (en) Dorian Distribution. 

### 2016–2017:C2: Death of My TeenageetRich Gang
Le 27 septembre 2016, Banks publie une suite à Calendars intitulée C2: Death of My Teenage qui met en vedette des invités de Los Hosale et XXXTentacion, cofondateur de Members Only, un collectif de hip-hop qu'il rejoint plus tard. La mixtape est précédée par la sortie du single Bett,. 
Après la sortie de la mixtape, Robb entame une tournée du même nom, qui doit présenter les autres rappeurs du sud de la Floride Ski Mask the Slump God, Wifisfuneral (en), Da$h (en) du New Jersey et Warhol de Chicago. Da$h est cependant arrêté au début de la tournée, provoquant son renvoi de celle-ci. 
Début janvier 2017, le fondateur de Cash Money Records, Birdman, annonce que Banks est le nouveau membre de la filiale Rich Gang (en) du label,. Robb confirme plus tard que pendant qu'il fait partie de Rich Gang, il continue d'être un artiste indépendant, choisissant de ne pas signer avec Cash Money.
Le 26 septembre 2017, Banks sort l'EP Cloverfield 2.0. Puis, le 27 décembre 2017, il sort un autre EP appelé 2: Pillz.

### 2018–2019:Molly World,Cloverfield 3etRoad to Falconia
Le 12 février 2018, Banks sort le single A Milli (4 M's) et annonce la sortie prochaine de No Rooftops 2: Reloaded. Quelques semaines plus tard, Banks diffuse une mixtape intitulée Molly World via Empire Distribution le 9 mars 2018. La piste 14 de Molly World, Let Da Beat Build, est intégrée à la bande originale du documentaire Before Anythang de Cash Money,. Le 7 avril 2018, Banks et Wifisfuneral publient le single EA de leur prochain projet de collaboration,.

### 2020-2021:No Rooftops 2,The Leak (Vol 1 and 2)etFew Pillz
Le 16 avril 2020, Robb Banks sort la suite de No Rooftops sobrement appelé No Rooftops 2. Il y incorpore des beats du début des années 2000 ainsi que des instru originales. Plus tard, cette année-là, il sort un projet en deux parties intitulé The Leak. La première partie comporte des sons originaux tandis que la seconde partie vient le compléter avec des ébauches et travaux de l'année 2020. Le 19 avril 2021, Banks sort l'EP Few Pillz qui fait suite à 2 Pillz. 

### 2022-présent:Falconia
Initialement annoncé pour 2018, le projet Falconia sort le 30 avril 2022. Il s'agit d'un album de 17 musiques. Une version deluxe sort le 23 juin 2022 nommée Falcon of the Millenium avec 10 pistes supplémentaires, incluant la musique Outside. 

## Influences
Le style de Robb Banks est caractérisé pour son sampling intensif de R&B old school, de culture populaire et d'animés japonais. Il déclare que son inspiration pour le rap vient de Biggie Smalls et que l'un de ses artistes préférés est la chanteuse Sade Adu. Il mentionne également d'autres influences comme Lil Wayne, Webbie (en), SpaceGhostPurrp ou encore son père. Il fait fréquemment référence à l'animé japonais Naruto qu'il considère comme le meilleur de tous les temps. 

## Discographie

### Albums
- 2015 : Year of the Savage
- 2022 : Falconia
- 2022 : Falcon of the Millenium - Falconia (Deluxe)

### Mixtapes
- 2012 : Calendars
- 2013 : Tha City
- 2016 : No Rooftops
- 2016 : C2: Death of My Teenage
- 2018 : Molly World
- 2018 : Cloverfield 3
- 2019 : Connected avec Wifisfuneral
- 2019 : Road to Falconia
- 2020 : No Rooftops 2
- 2020 : Tha Leak, Vol. 1
- 2020 : Tha Leak, Vol. 2

### EPs
- 2015 : 2PhoneShawty
- 2015 : No Trespassing avec Chris Travis
- 2017 : Cloverfield 2.0
- 2017 : 2 Pillz
- 2018 : 100 Year War (Golden Age)
- 2021 : Few Pillz

### Singles
- 2013 : Practice feat. Sir Michael Rocks
- 2013 : All the Way Live
- 2013 : On Me
- 2014 : 2PhoneShawty
- 2015 : 24/7 feat. IndigoChildRick
- 2015 : Solid avec Chris Travis
- 2015 : Pressure
- 2016 : BETT
- 2017 : ILYSM feat. Famous Dex
- 2019 : Can't Feel My Face avec Wifisfuneral
- 2019 : Hentai
- 2022 : Shootout avec Lil Uzi Vert
- 2022 : Lifted avec Trippie Redd